# گورستان اسد گازه
قبرستان اسد گازه مربوط به قرون میانه اسلامی است و در شهرستان خرم‌آباد، بخش پاپی، دهستان سپیددشت، ۴۰۰ متری جنوب غرب روستای گازه واقع شده و این اثر در تاریخ ۸ بهمن ۱۳۸۵ با شمارهٔ ثبت ۱۶۹۹۶ به عنوان یکی از آثار ملی ایران به ثبت رسیده است.